# Thomas Young
Pour les articles homonymes, voir Young et Thomas Young (homonymie).
Thomas Young (13 juin 1773 à Milverton (Somerset) – 10 mai 1829 à Londres), est un physicien, médecin et égyptologue anglais.
Son excellence dans de nombreux domaines non reliés fait qu'il est considéré comme un polymathe, au même titre, par exemple, que Léonard de Vinci, Gottfried Wilhelm Leibniz ou Francis Bacon. Son savoir était si vaste qu'il fut connu sous le nom de phénomène Young.
Il exerça la médecine toute sa vie, mais il est surtout connu pour sa définition du module de Young en science des matériaux et pour son expérience des fentes de Young en optique, dans laquelle il mit en évidence et interpréta le phénomène d'interférences lumineuses.
Il s’intéressa également à l'égyptologie en participant à l'étude de la pierre de Rosette.

## Biographie
Young vient d'une famille de quakers de Milverton, dans le Somerset, où il est né le 13 juin 1773, l'aîné de dix enfants. À l'âge de quatorze ans, il parle l'anglais, le français, l'italien, le latin, le grec, l'hébreu, le chaldéen, le syriaque, l'araméen samaritain, l'amharique, le turc, l'arabe et le persan.
Young commence à étudier la médecine en 1792 à Londres, part en 1794 pour Édimbourg, puis un an plus tard pour Göttingen, où il obtient le titre de docteur en physique en 1796. En 1797, il entre au Emmanuel College à Cambridge. La même année, il hérite de la propriété de son grand-oncle, Richard Brocklesby, ce qui le rend financièrement indépendant. En 1799, il s'installe en tant que médecin à Londres. Young publie anonymement beaucoup de ses premiers articles pour protéger sa réputation en tant que médecin.
En 1801, Young est nommé professeur de philosophie naturelle à la Royal Institution. Il donne 91 conférences en deux ans. En 1802, il est également nommé foreign secretary de la Royal Society, dont il a été élu membre en 1794. Il renonce au professorat en 1803, craignant que cela n'interfère avec sa pratique de la médecine. Ses conférences sont publiées en 1807 sous le titre Conférences sur la philosophie naturelle et anticipent certaines théories futures.
En 1811, il prend un poste de médecin au St George's Hospital et, en 1814, il participe à un comité pour l'étude des dangers liés à l'introduction généralisée de l'éclairage au gaz à Londres. En 1816, il est secrétaire d'une commission chargée d'évaluer la longueur du pendule dont la période vaut deux secondes (ce qui permet d'en déduire l'accélération de la pesanteur à l'endroit de l'expérience). En 1818, il devient secrétaire du Board of Longitude et superintendant du HM Nautical Almanac Office.
Quelques années avant sa mort il s'intéresse à l'assurance-vie et, en 1827, il est choisi comme l'un des huit associés étrangers de l'Académie des sciences de l'Institut de France.
Thomas Young meurt à Londres le 10 mai 1829.

## Travaux de recherche

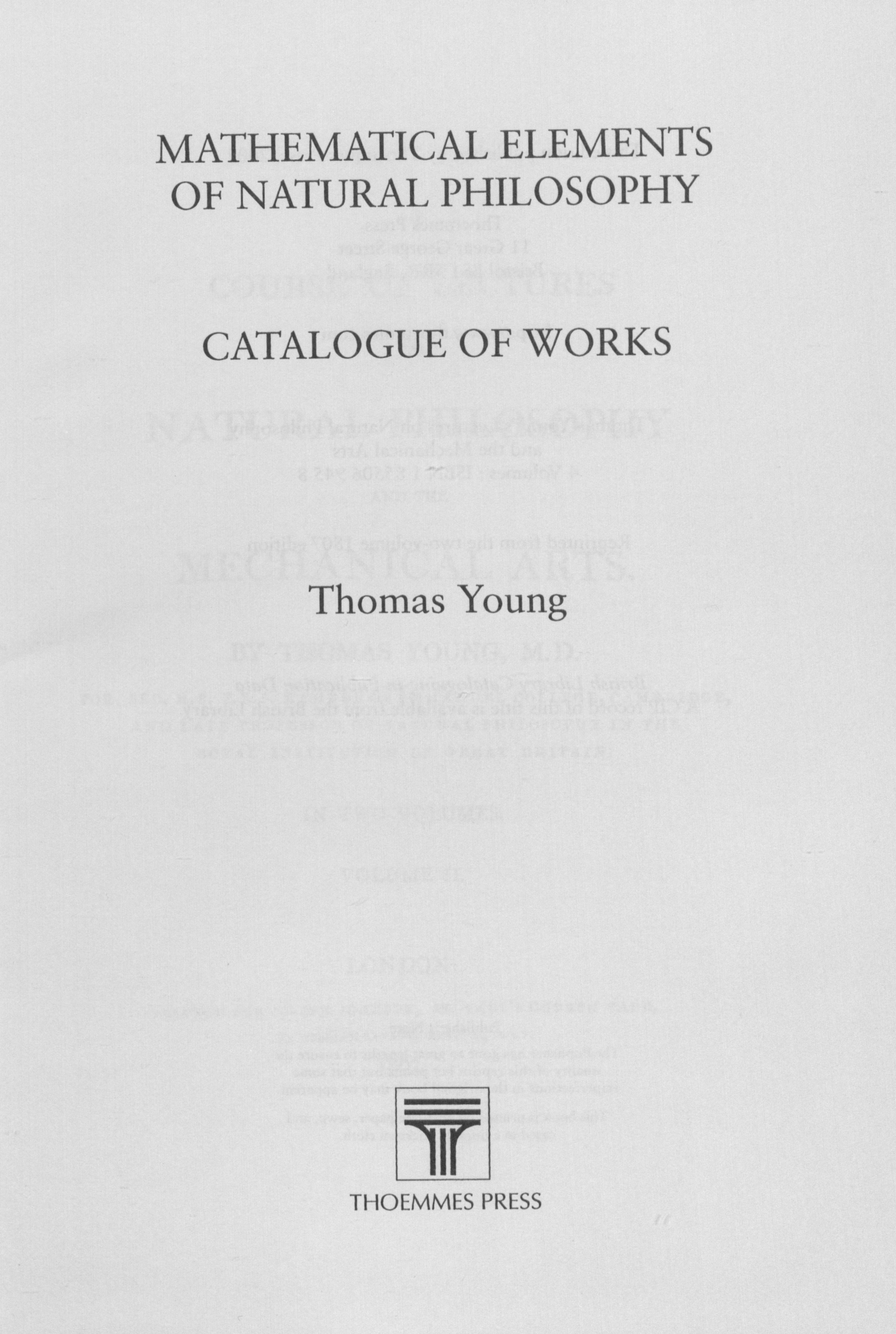
Mathematical elements of natural philosophy, 2002

### Fentes de Young
L'apport de Young au domaine de l'optique est sans doute son plus grand motif de célébrité, en particulier sa célèbre expérience de la double fente. En 1801, il fait passer un faisceau de lumière à travers deux fentes parallèles, et le projette sur un écran. La lumière est diffractée au passage des fentes et produit sur l'écran des franges d'interférence, c'est-à-dire une alternance de bandes éclairées et non-éclairées. Young en déduit la nature ondulatoire de la lumière (voir aussi Dualité onde-corpuscule).

### Module de Young
En mécanique des milieux continus, Young a laissé son nom au module de Young, qui caractérise la déformation élastique d'un matériau en fonction de la contrainte qui lui est appliquée. Plus le module de Young est élevé, plus le matériau est dit rigide.

### Vision et théorie de la couleur
Young est également considéré comme le fondateur de l'optique physiologique. En 1793, il explique comment l'œil accommode la vision à différentes distances en modifiant la courbure du cristallin. En 1801, il est le premier à décrire l'astigmatisme. Il présente dans ses conférences l'hypothèse que la perception de la couleur est due à la présence sur la rétine de trois types de récepteurs qui réagissent respectivement au rouge et au jaune pour les récepteurs les plus gros, au vert pour les moyens et au bleu et au violet pour les plus petits. Cette théorie, bien qu'utilisant un jeu de couleurs partiellement erroné, est développée par la suite par Hermann von Helmholtz, pour le rouge, vert et le bleu, et vérifiée expérimentalement en 1859.

### Médecine
En physiologie, Young fait une contribution importante en hémodynamique lors de la Croonian Lecture de 1808 avec son exposé sur les Fonctions du cœur et des artères. Parmi ses écrits, on trouve aussi son Introduction à la littérature médicale, qui présente un Système de nosologie pratique (1813) et un Traité pratique et historique sur la tuberculose (appelée à l'époque « consumptive disease ») (1815).

### Linguistique
Young a comparé la grammaire et le vocabulaire de quatre-cents langues différentes. En 1813, il introduit dans The Quarterly Review le terme de langues indo-européennes.

### Hiéroglyphes
Young est d'autre part un des premiers à déchiffrer certains hiéroglyphes. En juin 1814, un de ses amis lui apporte un papyrus démotique ; séduit par l'aventure, Young entreprend la traduction du texte démotique ainsi que celui de la pierre de Rosette. Il prend contact avec Johan David Åkerblad qui avait abandonné ses propres recherches et qui met son alphabet démotique de seize lettres à la disposition de Young. Ce dernier s'aperçoit que cet alphabet n'est pas viable, et en trois mois, parvient à de meilleurs résultats. Il établit une traduction conjecturale du texte démotique de la pierre de Rosette ; guidé par son instinct mathématique, il instaure un astucieux système de découpage du texte par classement et comparaison des différents signes, lui permettant d'importantes découvertes :
- la mise en évidence de la valeur phonétique des signes hiéroglyphiques,
- la parenté entre les graphies cursives (hiératique et démotique) et les signes hiéroglyphiques,
- le marquage des noms de rois et de dieux par des cartouches.

À l'automne 1814, il fait part de ses résultats à Silvestre de Sacy qui est emballé et considère Young comme le déchiffreur des hiéroglyphes. Pendant les trois années suivantes Young poursuit ses travaux sur le démotique et fait des progrès dans la compréhension de l'alphabet hiéroglyphique, se rendant compte notamment que les signes n'étaient pas tous alphabétiques. Le 14 septembre 1822, Champollion publie sa lettre à Monsieur Dacier explicitant le système des hiéroglyphes. En 1823, Young publie un Compte-rendu des récentes découvertes sur l'écriture hiéroglyphique et l'Antiquité égyptienne. Il reprend, pour l'édition 1818, de l'Encyclopædia Britannica quelques-unes de ses conclusions dans le fameux article Égypte, un long texte de vingt pages suivi de quatre pages d'illustrations, consistant en exposés sur la mythologie, les institutions, l'histoire et la chronologie égyptienne, auxquels s'ajoute une partie consacrée à l'« analyse de la triple inscription de la pierre de Rosette ». Scientifique consciencieux, il y donne le nombre de groupes de signes identifiés pour chaque écriture et signale par exemple que le mot « roi » est écrit trente fois en grec, alors qu'un groupe de signes identiques apparaît trente-sept fois en démotique, ou encore que le nom « Ptolémée » est présent onze fois en grec, alors que quatorze cartouches renferment un même assemblage de signes en hiéroglyphes. Cependant, sur les deux-cent-vingt mots que Young prétendait avoir déchiffrés, seuls une moitié étaient justes.
Quand Jean-François Champollion publie sa traduction complète des hiéroglyphes, Young reconnaît son avancée mais lui demande en même temps de déclarer s'être appuyé sur ses articles antérieurs. Champollion, qui est parvenu à la compréhension fondamentale du système hiéroglyphique grâce à sa maîtrise du copte, refuse d'admettre toute paternité de la traduction à Young, dont les interprétations comportaient des manques et des erreurs. Un schisme s'ensuit, au cours duquel les Britanniques soutiennent Young et les Français maintiennent que Champollion est l'unique déchiffreur des hiéroglyphes. En dépit de cette querelle fortement nourrie par les tensions politiques de l'époque, Champollion laisse plus tard Young accéder à des manuscrits démotiques au Louvre quand il devient le conservateur des antiquités égyptiennes.

#### Bases de données et dictionnaires
- Ressources relatives à la recherche :   - Bibliothèque interuniversitaire de santé
  - Biodiversity Heritage Library
  - Biographies of the Entomologists of the World
  - International Plant Names Index
  - MacTutor
  - Munk's Roll
  - Who Named It?
  - ZbMATH
- Ressources relatives aux beaux-arts :   - British Museum
  - National Portrait Gallery
  - Union List of Artist Names
- Ressource relative à la santé :   - Bibliothèque interuniversitaire de santé
- Notices dans des dictionnaires ou encyclopédies généralistes :   - Britannica
  - Brockhaus
  - Den Store Danske Encyklopædi
  - Deutsche Biographie
  - Enciclopedia italiana
  - Gran Enciclopèdia Catalana
  - Hrvatska Enciklopedija
  - Internetowa encyklopedia PWN
  - Nationalencyklopedin
  - Oxford Dictionary of National Biography
  - Store norske leksikon
  - Treccani
  - Universalis
- Notices d'autorité :   - VIAF
  - ISNI
  - BnF (données)
  - IdRef
  - LCCN
  - GND
  - Italie
  - Japon
  - Espagne
  - Pays-Bas
  - Pologne
  - Israël
  - NUKAT
  - Catalogne
  - Vatican
  - Australie
  - Norvège
  - Tchéquie
  - WorldCat